# اسکا
اسکا (انگلیسی: Ska) نوعی موسیقی است که در خلال دهه ۱۹۵۰ میلادی در جامائیکا پدید آمد. این سبک موسیقی از سبک‌های رگی و راکستدی سرچشمه گرفت و در سال‌های پایانی دهه ۱۹۷۰ میلادی در آمریکا اعتبار فراوانی یافت. در موسیقی اسکا عناصر موسیقی آمریکایی، مانند جاز، ریتم و بلوز، و همچنین موسیقی کارائیبی همانند سبک‌های کالیسپو و منتو دیده می‌شود. این سبک با ریتم تند و نوای قوی گیتار یا پیانو شناخته می‌شود.

## آلات موسیقی
آلات موسیقی به کار رفته در این سبک شامل گیتار برقی، گیتاربیس برقی، پیانو، ترومپت و ساکسوفون است. از درام و ترومبون نیز استفاده می‌شود. این سبک به شاخه‌های گوناگونی تقسیم می‌شود، از جمله موج سوم اسکا، دو تون (2Ton) و غیره.

## خواننده‌ها و گروه‌های سرشناس
از خواننده‌ها و گروه‌های سرشناس این موسیقی می‌توان به این موارد اشاره کرد: مایتی مایتی بوستونز، کچ ۲۲، مانو چائو، برویلرز، مد کدیس، ریل بیگ فیش، لس تان جیک و استریت لایت مانیفستو.